# Byōbu

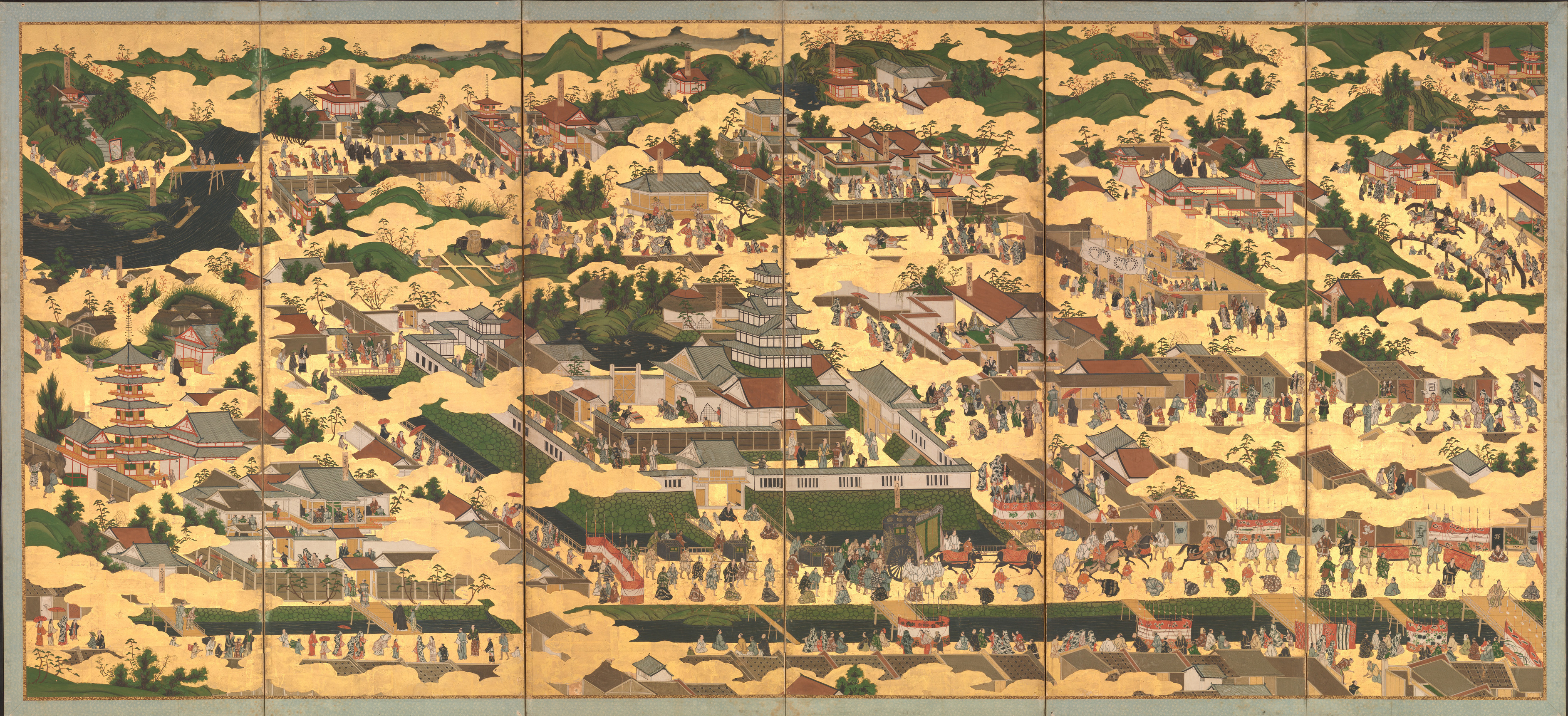
Scènes in en rond de hoofdstad, zeventiende-eeuwse byōbu uit het Metropolitan Museum of Art.

De byōbu (Japans: 屏風, letterlijk windmuur) is een Japans kamerscherm, gemaakt van meerdere aan elkaar verbonden panelen en versierd met schilderingen en kalligrafie. Het scherm kan onder meer worden gebruikt om privéruimtes te creëren en ruimtes onder te verdelen.

## Geschiedenis
Zoals dat bij Japanse kunst wel vaker het geval is, komt de byōbu oorspronkelijk uit China. De oudste exemplaren die daar gevonden zijn, stammen uit de tijd van de Han-dynastie. Afgaande op de betekenis van het begrip was het aanvankelijke gebruiksdoel bescherming tegen wind. In de achtste eeuw werden de byōbu in Japan geïntroduceerd, waarbij Japanse handwerkers sterk beïnvloed waren door Chinese voorbeelden. In de loop der tijd ontwikkelde men in Japan echter ook eigen stijlen:

### Naraperiode(646-794)
De originele vorm van de byōbu was een enkele, op poten staand paneel. In de achtste eeuw kwamen er ook byōbu met meerdere panelen, die als meubilair aan het keizerlijk hof werden gebruikt (met name bij belangrijke ceremonieën). Het gebruikelijkst waren schermen met zes panelen, bekleed met zijde en verbonden met leren of zijden koorden. De schildering op elk paneel was omlijst met een zijden brokaat en het paneel werd gesteund door een houten spieraam.

### Heianperiode(794-1185)
Rond de negende eeuw waren byōbu alom aanwezig als meubilair in daimyoverblijven, boeddhistische tempels en shintoschrijnen. Zenigata (銭形), muntvormige metalen scharnieren, waren nu geïntroduceerd en werden in plaats van de verbindingskoorden gebruikt.

### Muromachiperiode(1392–1568)
Kamerschermen waren populairder geworden en waren in woningen, dojo's en winkels te vinden. Byōbu met twee panelen werden het meest gebruikt en overlappende papieren scharnieren vervingen de Zenigata, wat de byōbu lichter maakte, gemakkelijker in te klappen en sterker op de verbindingspunten. Deze techniek maakte het mogelijk om de afbeeldingen op de byōbu ononderbroken door te laten gaan. Hierdoor konden kunstenaars luxueuzere, vaak monochrome voorstellingen te maken van natuurthema's en bekende Japanse locaties.

### Azuchi-Momoyamaperiode(1568–1600) en vroegeEdoperiode(1600–1868)

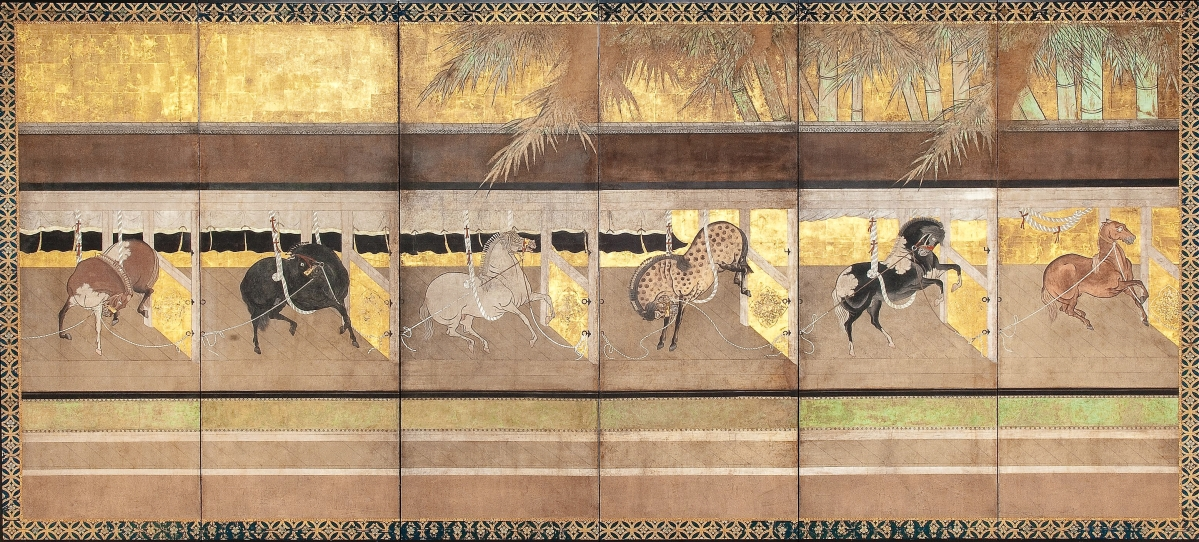
Stal, Kanō-school, circa zestiende eeuw. Collectie Honolulu Museum of Art.

De populariteit van de byōbu nam wederom toe, aangezien de Japanse bevolking tijdens deze periodes geïnteresseerd raakte in kunst en handwerkproducten. De kamerschermen bevonden zich in samoeraivertrekken om de hoge rang, de welvaart en de macht van deze bevolkingsgroep zichtbaar te maken. Dit leidde tot radicale veranderingen op het gebied van byōbuproductie, zoals achtergronden gemaakt van bladgoud (金箔 kinpaku) en kleurrijkere schilderijen die natuur en dagelijks leven uitbeelden. Deze stijl kende de Kanō-school als pionier.

### Moderne tijd
Tegenwoordig worden byōbu meestal machinematig gemaakt, hoewel handgemaakte byōbu ook verkrijgbaar zijn. Die laatste worden veelal gemaakt door families die de handwerktradities nog in stand houden.

## Typen

### Aantal panelen

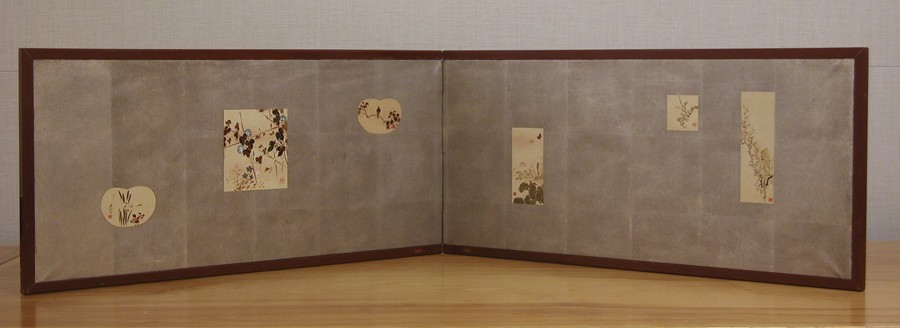
Furosaki byōbu, Shibata Zeshin, eind negentiende eeuw. Collectie Metropolitan Museum of Art.

Byōbu kunnen als volgt worden ingedeeld op basis van het aantal panelen:
- Tsuitate (衝立): Bestaat uit één paneel op poten.
- Nikyoku byōbu (二曲屏風) of Nimaiori byōbu (二枚折屏風): Bestaat uit twee panelen, als eerste in het midden van de Muromachiperiode geïntroduceerd. Dit type is een belangrijk deel van de ruimte voor de Japanse theeceremonie en worden aan de kant van de tatami van de gastheer/-vrouw als begrenzing opgesteld. Vaak zijn ze ongeveer 60 centimeter hoog en 85 centimeter breed. Nikyoku byōbu wordt in de context van de theeceremonie ook wel furosaki byōbu (風炉先屏風) genoemd.
- Yonkyoku byōbu (四曲屏風): Bestaat uit vier panelen. Deze waren in de Kamakura- en Muromachiperiode tentoongesteld. Later werden ze bij seppuku-ceremonieën en in de wachtruimte van de theehuizen uit de late Edoperiode gebruikt.
- Rokkyoku byōbu (六曲屏風) of rokumaiori byōbu (六枚折屏風): Bestaat uit zes panelen.
- Jūkyoku byōbu (十曲屏風): Bestaat uit tien panelen.

### Gebruik en thema's

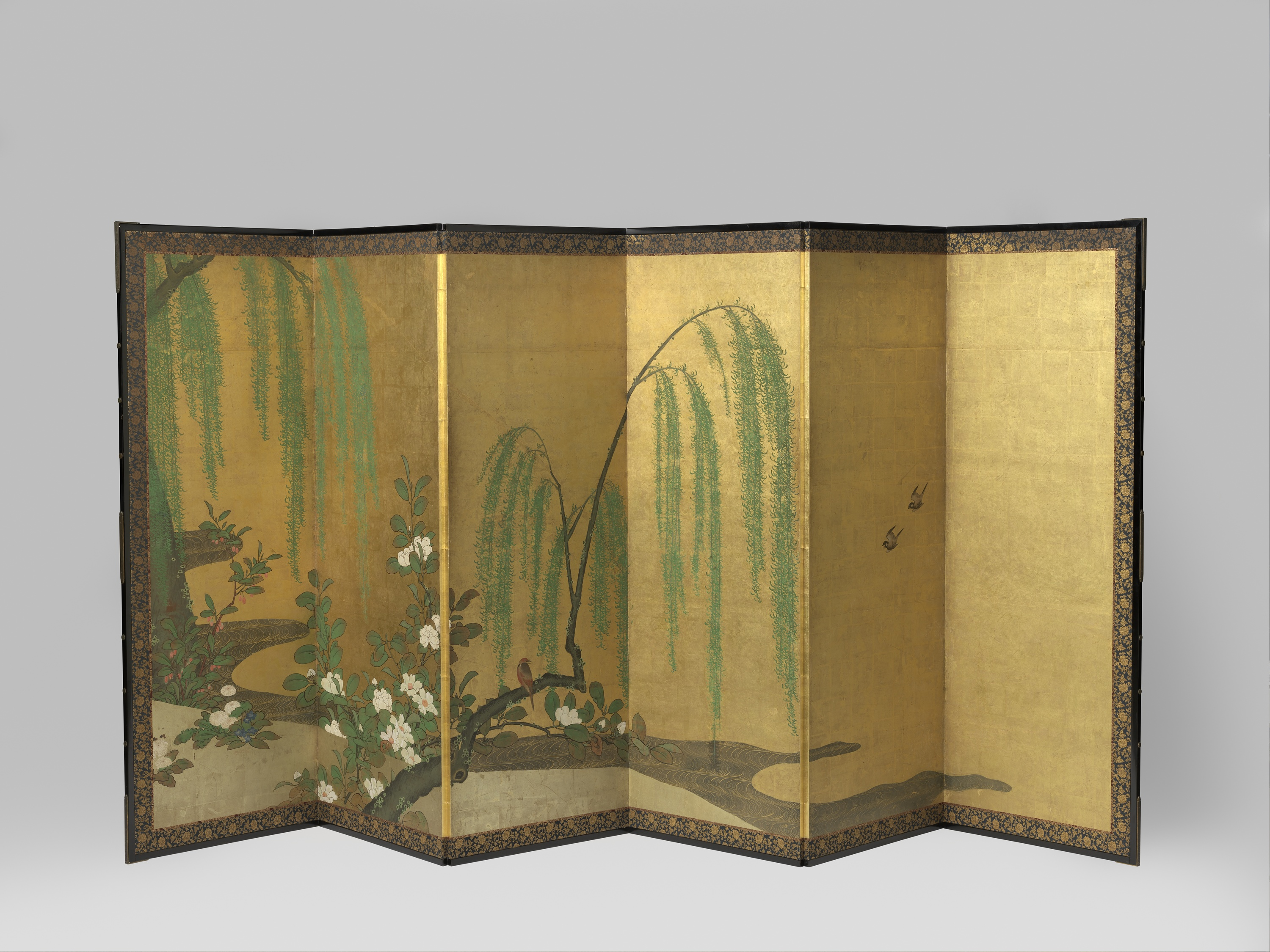
Vroege lente. Unkoku-school, circa 1630-1660. Collectie Rijksmuseum Amsterdam.

Byōbu kunnen ook op basis van gebruik of van hun thema geclassificeerd worden:
- Ga no byōbu (賀の屏風, letterlijk langlevensscherm): Hiermee kon in de Heianperiode door een op het scherm geplaatst wakagedicht een lang leven gevierd worden. Vaak zijn deze byōbu gedecoreerd met schilderingen van vogels en bloemen uit de vier jaargetijden.
- Shiro-e byōbu (白絵屏風, ook shirae byōbu): Hierop is met inkt of mica op een wit oppervlak bewerkt. In de Edoperiode werden ze vaak gebruikt bij huwelijksceremonieën en in ruimtes waar baby's geboren werden. Vanwege die laatste functie wordt dit type ook wel ubuya byōbu (産所屏風, letterlijk: geboorteplaatsscherm) genoemd. Op deze byōbu worden kraanvogels, schildpadden en de gelukbrengende Feng Huang afgebeeld.
- Makura byōbu (枕屏風, letterlijk: Kussenscherm): Deze zijn 50 centimeter hoog en bestaan vaak uit twee of vier panelen. Doorgaans worden ze gebruikt in slaapkamers als afscherming bij onder meer het verkleden gebruikt om iemand een privéruimte te geven.
- Koshi byōbu (腰屏風): Deze zijn iets hoger dan de makura byōbu en werden in de oorlogszuchtige Sengokuperiode achter de gastheer of -vrouw opgesteld om de gasten te tonen dat er zich niemand achter het kamerscherm verstopt had.

## Japonisme
Eind negentiende eeuw waren byōbu een populair product om in Europa en Amerika te importeren. Beïnvloed door de Japanse kamerschermen maakte de Franse schilder Odilon Redon een serie panelen voor het Bourgondische Château de Domecy-sur-le-Vault.

## Fotogalerij

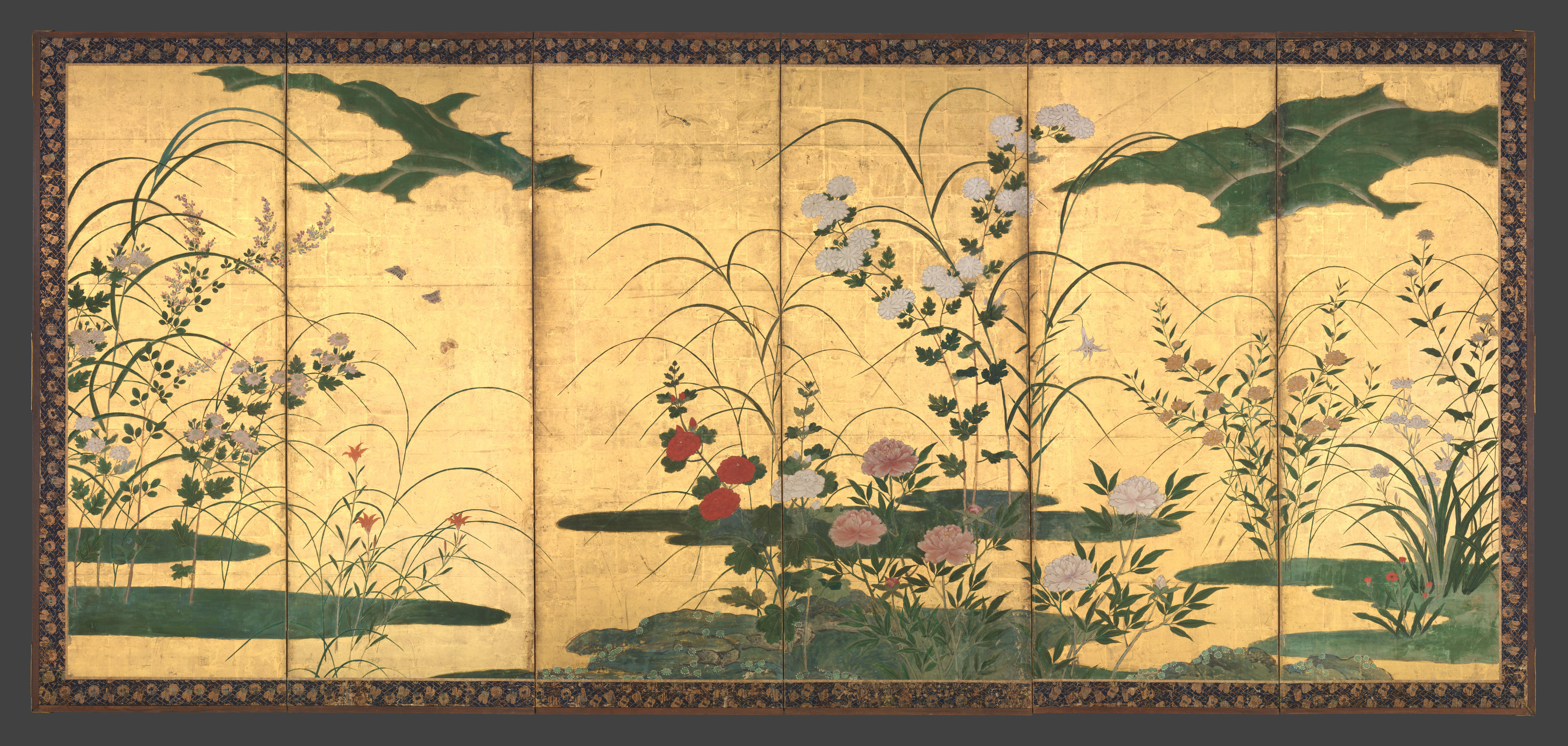
Eind zestiende eeuw, Metropolitan Museum of Art.
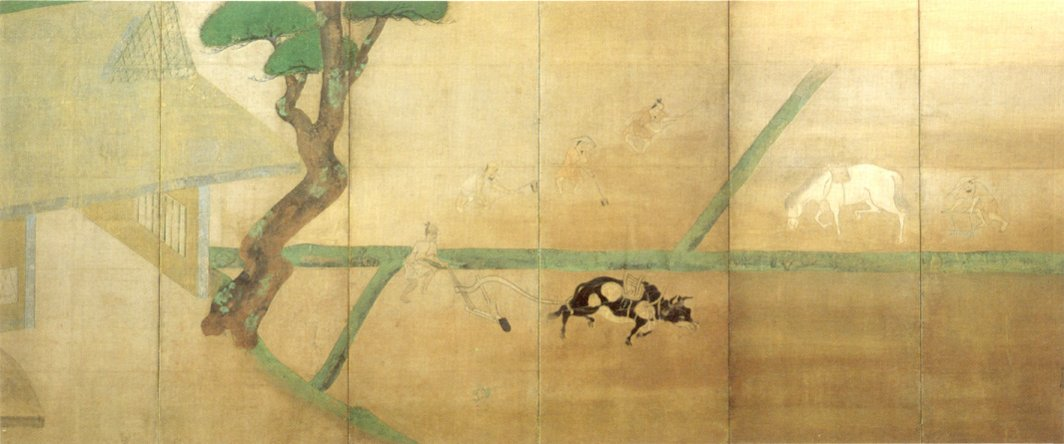
Aan het ploegen, Tawaraya Sōtatsu, circa 1630. Collectie Honolulu Museum of Art.
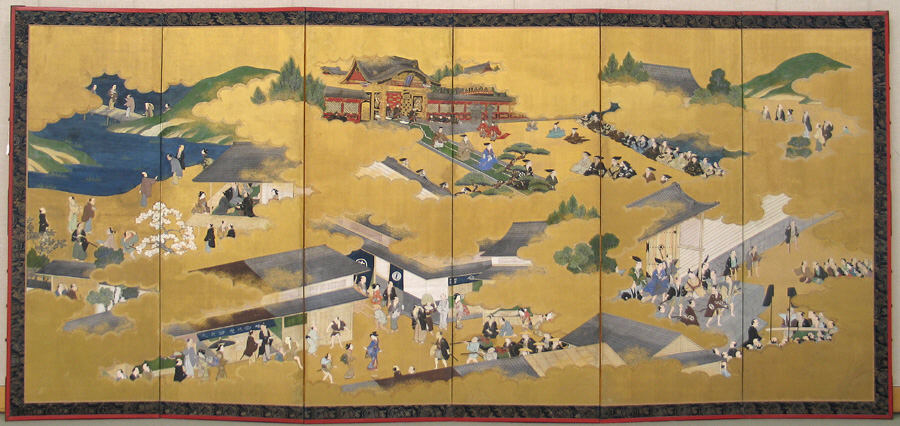
Circa 1800, Metropolitan Museum of Art.
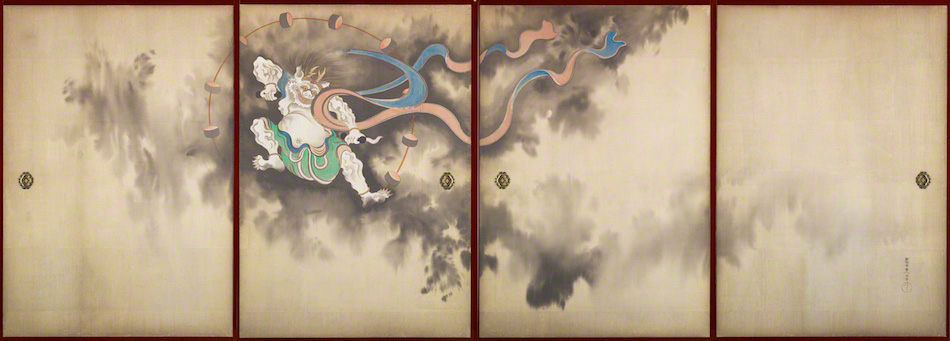
Windgod en dondergod (linkerdeel), Suzuki Kiitsu, negentiende eeuw. Collectie Tokyo Fuji Art Museum.
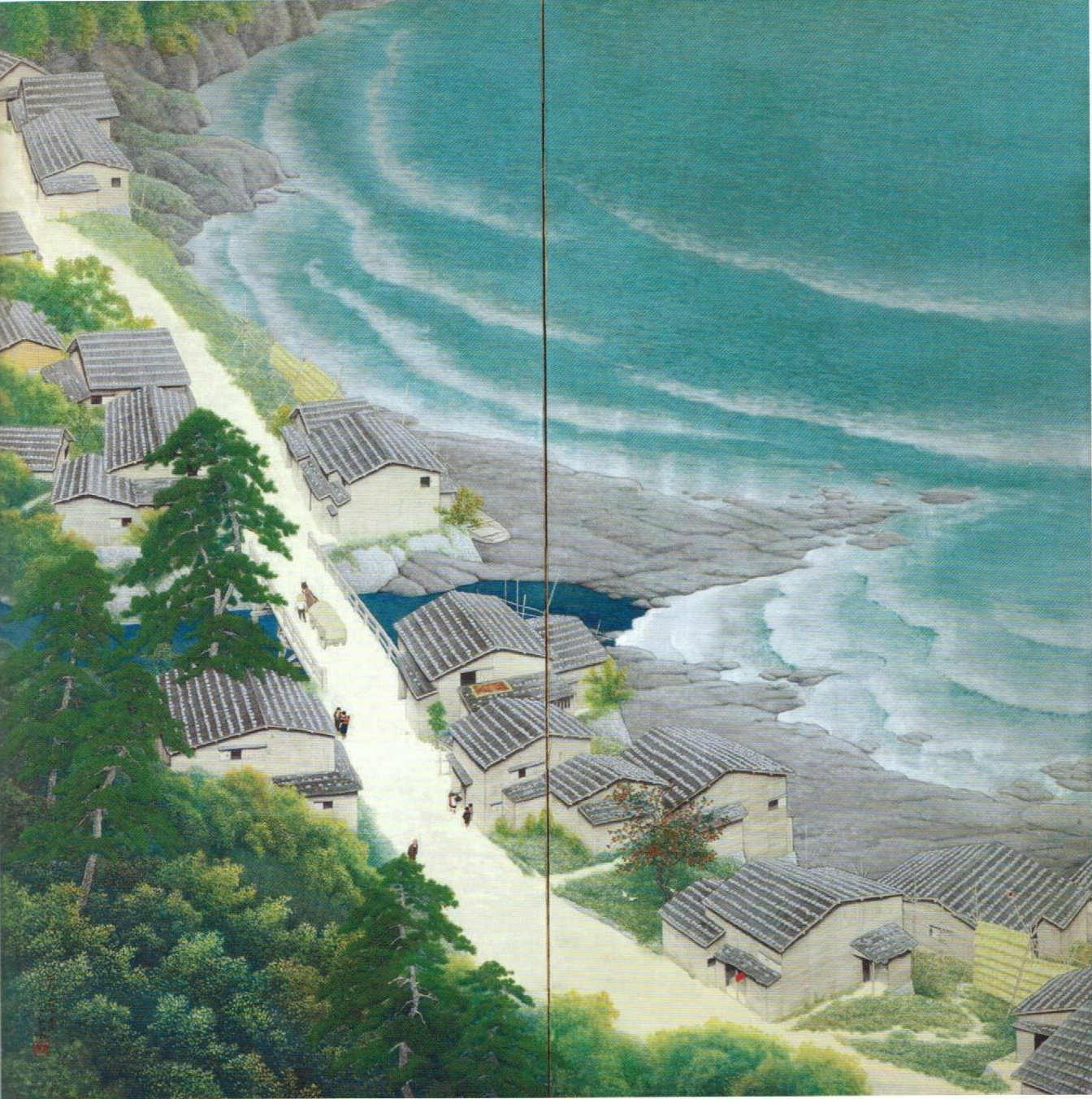
Kustlandschap, Kawase Hasui, 1927.